# Charles Boit
Charles Boit, né le 10 août 1662 à Stockholm et mort le 6 février 1727 à Paris, est un peintre sur émail suédois qui a travaillé principalement en Angleterre, en Autriche et en France.

## Biographie
Boit est né dans une famille huguenote de Stockholm, fils d'un marchand et Maître  du court de tennis couvert royal. Il devient apprenti orfèvre à l'âge de quinze ans. Après avoir obtenu la qualification de compagnon en 1682, il se rend à Paris pour trois mois avant de revenir en Suède s'installer à Göteborg et se marier. Selon l'historien d'art suédois Gunnar W. Lundberg, il a probablement étudié en Suède avec Pierre Signac venu de France au milieu du XVIIe siècle et qui a servi comme émailleur de cour auprès de la reine Christina de Suède.
Boit se rend pour la première fois en Angleterre en 1687 pour y exercer la profession de joailler mais il n'a pas réussi dans ce métier. Le manque de moyens financiers le contraint à devenir maître de dessin pour enfants ; selon une histoire racontée dans les Anecdotes of Painting in England d'Horace Walpole, basée sur les notes de George Vertue, il demanda à une de ses élèves, « la fille d'un gentleman, de l'épouser, mais l'affaire étant découverte, Boit fut jeté dans prison ». Selon les Anecdotes, Boit reste en détention pendant deux ans. Une fois libre, il s'établit comme émailleur à Londres, aidé par son compatriote, le célèbre portraitiste d'origine suédoise Michael Dahl, à qui il doit probablement une grande partie de son succès immédiat et considérable en tant que peintre de portraits miniatures. Boit a été nommé émailleur de la cour de Guillaume III en mars 1696.

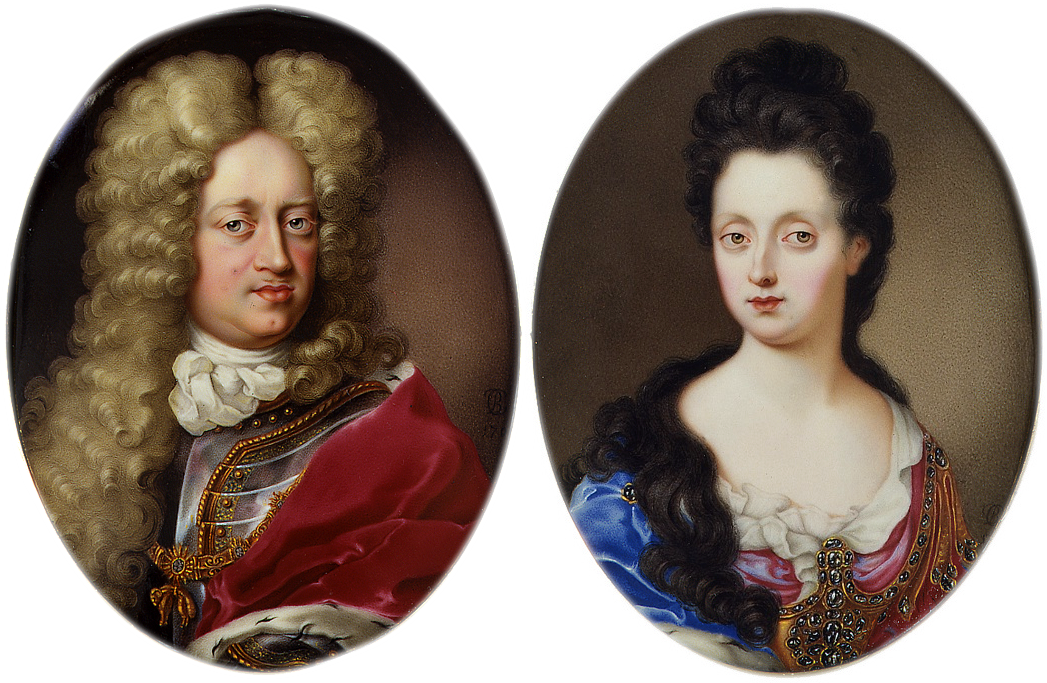
Une paire de miniatures de Johann Wilhelm, électeur palatin et de sa seconde épouse Anna Maria Luisa de Medici, peintes par Boit en 1700 lors de son séjour à Düsseldorf (Bayerisches Nationalmuseum, Munich).

En 1699, Boit quitte l'Angleterre pour la Hollande et Düsseldorf, où il produit des œuvres pour la famille de l'Électeur palatin, puis s’installe à Vienne. Il peint un très grand portrait en émail de l'empereur Léopold et de sa famille (1703) pour lequel il aurait reçu 6 000 ducats ou 20 000 florins. La peinture, de 38 x 46 cm et possédée par le Kunsthistorisches Museum (Vienne), aurait craqué après qu'un des princes impériaux se soit assis dessus.
Boit retourne en Angleterre en 1704 et connaît le succès pendant encore quelques années. Walpole (qui ne mentionne pas l'excursion sur le continent) remarque que les prix des œuvres de Boit « sont incroyables ». On dit qu'il a été payé 30 guinées pour une copie du portrait de Godfrey Kneller du colonel John Seymour, « pour une tête de dame, pas plus grande, le double de cette somme, et pour quelques assiettes 500 l ».

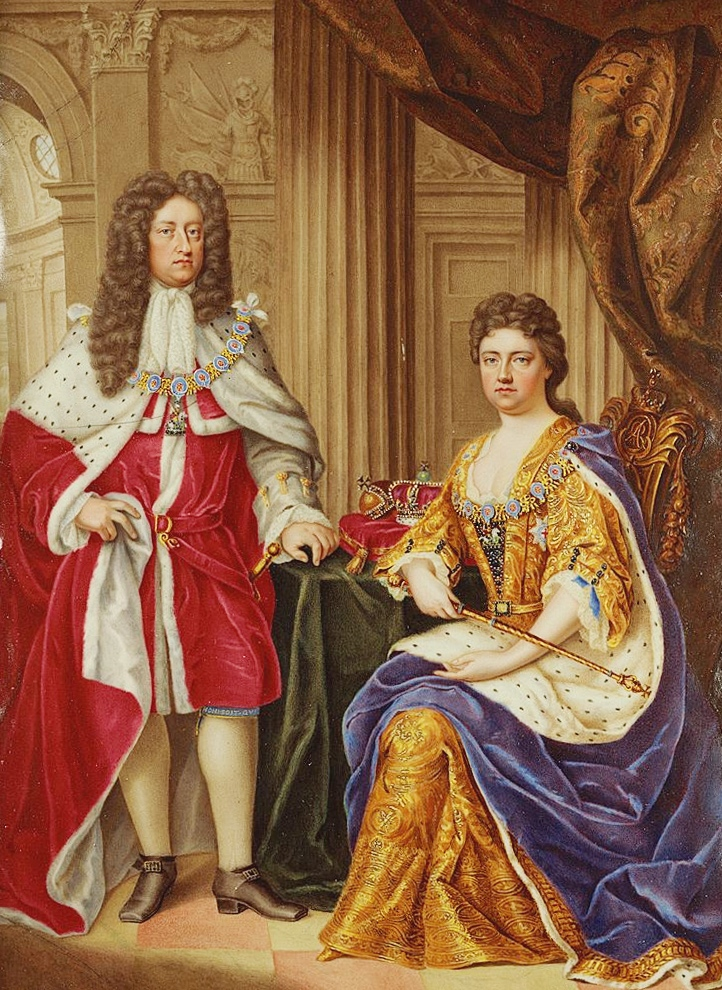
La reine Anne et le Prince George, 1706 (Royal Collection, Londres).

Un grand émail, montrant la reine Anne assise et le prince George debout, est mentionné par Walpole  et fait partie de la collection royale.
Selon Vertue, Boit « vivait confortablement ». À un moment donné en 1714 ou 1715, après la mort de la reine Anne, un coûteux projet d'ampleur qu’il avait développé pour elle, un émail géant inspiré de la Bataille de Blenheim, le rattrape et il est prié de restituer l'argent qui lui a été avancé. Il s'enfuit alors en France pour éviter l'emprisonnement. Il avait cultivé ses contacts français les années précédentes et avait peint un portrait (aujourd'hui au Louvre) du duc d'Aumont, l'ambassadeur de France à Londres, vêtu d'une armure empruntée pour l'occasion aux collections de la Tour de Londres.
A Paris, Boit passe sous la protection d'Aumont et du régent Philippe d'Orléans, à qui il donne des cours de peinture sur émail. Bien qu'il soit protestant, il est agréé de l' Académie Royale le 6 février 1717. En août 1717, le duc d'Aumont le présente à Louis XV lors d'une réception royale, lui donnant ainsi l'occasion de présenter au jeune monarque un portrait en émail qu'il a peint.
Il passe quelque temps en 1719-1720 à travailler pour Auguste de Saxe à Dresde, mais vit le reste de sa vie à Paris. Il y meurt le 6 février 1727, veuf et de nouveau profondément endetté, laissant trois enfants issus de son second mariage. Avant sa mort, il semble s'être converti à l'Église catholique et est inhumé au cimetière Saint-Sulpice .
Parmi les étudiants de Boit en Angleterre, on a John Milward, Otto Frederick Peterson et Christian Friedrich Zincke. Martin van Meytens a étudié la peinture sur émail avec Boit à Paris en 1717 et est devenu plus tard un peintre renommé à la cour impériale de Vienne.